# 埃里克·霍赫施泰因
埃里克·霍赫施泰因（德語：Erik Hochstein，1968年10月1日—），德国男子游泳运动员。他曾代表西德参加1988年夏季奥林匹克运动会游泳比赛，获得男子4×200米自由泳接力铜牌。